# U-29
U-29 foi um submarino alemão Tipo VII A usado pela Kriegsmarine durante a Segunda Guerra Mundial.

## História
O U-29 foi o responsável pelo afundamento do porta-aviões HMS Courageous, em 17 de setembro de 1939, o primeiro navio de guerra britânico afundado na guerra por ação inimiga. O comandante da força submarina alemã, Comodoro Karl Dönitz, considerou o naufrágio do Courageous como "um sucesso maravilhoso" e o Grande Almirante Erich Raeder, comandante da Kriegsmarine (marinha alemã), ordenou que Schuhart recebesse a Cruz de Ferro de Primeira Classe e que todos os outros membros da tripulação Sub-29 recebem a Cruz de Ferro de Segunda Classe.
Durante a carreira do U-29, ele afundou doze navios, totalizando 67.277 toneladas de arqueação bruta (TAB) e um navio de guerra de 22.500 toneladas. No início de 1941, o U-29 foi retirado do serviço de linha de frente e transferido para a 24. Unterseebootsflottille de submarinos como submarino de treinamento. O submarino foi usado nesta função até 17 de abril de 1944, quando foi desativado e usado para instrução.

### Rudeltaktik
O U-29 participou de um Rudeltaktik, a saber:

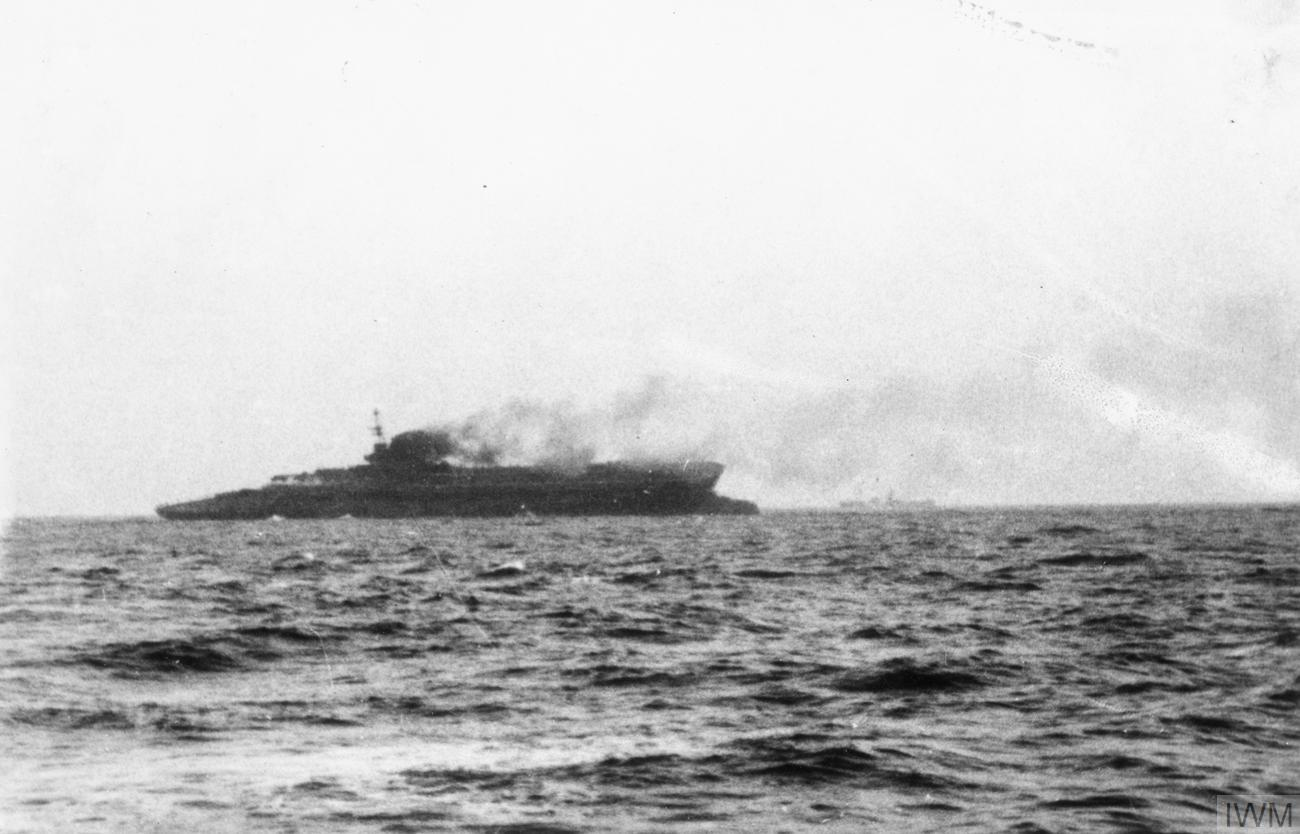
HMS Courageous afundando

- Rösing (12 – 15 June 1940)

## Construção
Como um dos primeiros dez submarinos alemães Tipo VII posteriormente designados como submarinos Tipo VIIA, o U-29 teve um deslocamento de 626 toneladas (616 toneladas longas) quando na superfície e 745 toneladas (733 toneladas longas) quando submerso. Ele tinha um comprimento total de 64,51 m, um comprimento de casco de pressão de 45,50 m, Uma boca de 5,85 m, Uma altura de 9,50 m e um calado de 4,37 m. O submarino era movido por dois motores diesel MAN M 6 V 40/46 de quatro tempos e seis cilindros, produzindo um total de 2.100 a 2.310 cavalos de potência métrica (1.540 a 1.700 kW; 2.070 a 2.280 shp) para uso durante a superfície, dois BBC GG Motores elétricos de dupla ação UB 720/8 produzindo um total de 750 cavalos de potência métricos (550 kW; 740 shp) para uso submerso. Ela tinha dois eixos e duas hélices de 1,23 m. O barco era capaz de operar em profundidades de até 230 metros.

## Fatalidade
U-29 parou de ser usado em 17 de abril de 1944 e usado como barco de instrução.
Afundado em 5 de maio de 1945 na baía de Kupfermühlen, perto de Flensburg. Naufrágio ainda presente em junho de 1993.

## Emblema
O emblema do U-29 era uma folha de carvalho, com uma âncora e uma faca ou punhal. Ela também compartilhou este emblema com U-3, U-120, U-747, U-1274 e U-1308.

## Comandantes e Flotilhas

### Comandantes
- 16 de novembro de 1936 - 31 de outubro de 1938 - Kptlt. Heinz Fischer
- 1 de novembro de 1938 - 30 de abril de 1939 - Oblt. Georg-Heinz Michel
- 4 de abril de 1939 - 2 de janeiro de 1941 - Kptlt. Otto Schuhart
- 3 de janeiro de 1941 - 14 de setembro de 1941 - Oblt. Georg Lassen
- 15 de setembro de 1941 - 5 de maio de 1942 - Oblt. Heinrich Hasenschar
- 6 de maio de 1942 - 30 de junho de 1942 - Oblt. Karl-Heinz Marbach
- 15 de novembro de 1942 - 20 de agosto de 1943 - Oblt. Rudolf Zorn
- 21 de agosto de 1943 - 2 de novembro de 1943 - Oblt. Eduard Aust
- 3 de novembro de 1943 - 17 de abril de 1944 - Oblt. Ulrich-Philipp Graf von und zu Arco-Zinneberg

### Flotilhas
| Flotilha                   | Período                                       |
| -------------------------- | --------------------------------------------- |
| 2. Unterseebootsflottille  | 16 de novembro de 1936 - 1 de janeiro de 1941 |
| 24. Unterseebootsflottille | 2 de janeiro de 1941 - 30 de junho de 1942    |
| 23. Unterseebootsflottille | 1 de setembro - 30 de novembro de 1943        |
| 21. Unterseebootsflottille | 1 de dezembro de 1943 - 17 de abril de 1944   |